# Rambla de Molvízar
El rambla de Molvízar es una rambla del sur de la península ibérica perteneciente a la cuenca mediterránea andaluza que discurre en su totalidad por el territorio del sur de la provincia de Granada (España). 

## Curso
La cabecera de la rambla de Molvízar está formada por varios arroyos que descienden de las sierras del Chaparral y de los Guájares. Realiza un recorrido en dirección nordeste-suroeste a lo largo de unos 13 km hasta su desembocadura en el río Guadalfeo, cerca de la localidad de Salobreña. 
Como otras ramblas del sur de España, la de Molvízar puede llegar a tener gran capacidad de arrastre en épocas de fuertes lluvias.